# Erwin Nguéma Obame
Erwin Blynn Nguéma Obame (sinh ngày 7 tháng 3 năm 1989 ở Bitam) là một cầu thủ bóng đá người Gabon hiện tại thi đấu cho US Bitam.

## Sự nghiệp
Obame khởi đầu sự nghiệp cùng với US Bitam và ký hợp đồng vào mùa hè năm 2009 cho câu lạc bộ hàng đầu Cameroon Cotonsport Garoua.

## Sự nghiệp quốc tế
Anh là một phần của Đội tuyển bóng đá quốc gia Gabon tại Cúp bóng đá châu Phi 2010 ở Angola.